# NGC 6603
NGC 6603 je otevřená hvězdokupa v souhvězdí Střelce. Objevil ji John Herschel 15. července 1830.
Od Země je vzdálená přibližně 10 000 světelných let.
Její stáří se odhaduje na 200 milionů let.

## Pozorování
Hvězdokupa se nachází v popředí rozsáhlé hvězdokupy Messier 24 a mnohé zdroje je navzájem nesprávně zaměňují. Její magnituda je 11 a je tak viditelná až ve středně velkých hvězdářských dalekohledech. Její nejjasnější hvězdy jsou nanejvýš 12. magnitudy.